# Indianapolis Grand Prix 1950
Indianapolis Grand Prix 1950 var Indianapolis 500-loppet 1950 och det tredje av sju lopp ingående i formel 1-VM 1950. Detta var det första F1-loppet som kördes i USA.

## Resultat
- 1 Johnnie Parsons, Kurtis Kraft Inc (Kurtis Kraft-Offenhauser), 8+1 poäng
- 2 Bill Holland, Lou Moore (Deidt-Offenhauser), 6
- 3 Mauri Rose, Howard Keck Co (Deidt-Offenhauser), 4
- 4 Cecil Green, M A Walker (Kurtis Kraft-Offenhauser), 3
- 5 Joie Chitwood, Ervin Wolfe[1] (Kurtis Kraft-Offenhauser)[2], 1
- = Tony Bettenhausen, Ervin Wolfe[1] (Kurtis Kraft-Offenhauser)[2], 1
- 6 Lee Wallard, Lou Moore (Moore-Offenhauser)
- 7 Walt Faulkner, J C Agajanian (Kurtis Kraft-Offenhauser)
- 8 George Connor, Lou Moore (Lesovsky-Offenhauser)
- 9 Paul Russo, Paul Russo & Ray Nichels[1] (Nichels-Offenhauser)
- 10 Pat Flaherty, Grancor Auto Specialists (Kurtis Kraft-Offenhauser)
- 11 Myron Fohr, Carl Marchese (Marchese-Offenhauser)
- 12 Duane Carter, Murrell Belanger (Stevens-Offenhauser)
- 13 Mack Hellings, Charles Pritchard[1] (Kurtis Kraft-Offenhauser)
- 14 Jack McGrath, Jack B Hinkle (Kurtis Kraft-Offenhauser) (varv 131, snurrade av)
- 15 Troy Ruttman, Bowes Racing Inc[1] (Lesovsky-Offenhauser)
- 16 Gene Hartley, Joe Langley[1] (Langley-Offenhauser)
- 17 Jimmy Davies, Pat Clancy (Ewing-Offenhauser)
- 18 Johnny McDowell, M Pete Wales (Kurtis Kraft-Offenhauser)
- 19 Walt Brown, Charles Pritchard[1] (Kurtis Kraft-Offenhauser)
- 20 Spider Webb, R A Cott[1] (Maserati-Offenhauser)
- 21 Jerry Hoyt, Ludson D Morris (Kurtis Kraft-Offenhauser)
- 22 Walt Ader, Sampson Manufacturing Co[1] (Rae-Offenhauser)
- 23 Jackie Holmes, Norm Olson[1] (Olson-Offenhauser) (123, snurrade av)
- 24 Jim Rathmann, John Lorenz[1] (Wetteroth-Offenhauser)

### Förare som bröt loppet
- Henry Banks, Indianapolis Race Cars Inc[1] (Maserati-Offenhauser)[3]
- Fred Agabashian, Indianapolis Race Cars Inc[1] (Maserati-Offenhauser)[3] (varv 112, oljeläcka)
- Bill Schindler, Louis Rassey (Snowberger-Offenhauser) (varv 111, transmission)
- Bayliss Levrett, Richard L Palmer[1] (Adams-Offenhauser)[4]
- Bill Cantrell, Richard L Palmer[1] (Adams-Offenhauser)[4] (108, oljetryck)
- Fred Agabashian, Kurtis Kraft Inc (Kurtis Kraft-Offenhauser)[5] (64, oljeläcka)
- Jimmy Jackson, Cummins Engine Co (Kurtis Kraft-Cummins) (52, kompressor)
- Sam Hanks, Milt Marion[1] (Kurtis Kraft-Offenhauser) (42, oljetryck)
- Tony Bettenhausen, Lou Moore (Deidt-Offenhauser)[6] (30, hjullager)
- Dick Rathmann, A J Watson[1] (Watson-Offenhauser) (25, bröt)
- Duke Dinsmore, Verlin Brown[1] (Kurtis Kraft-Offenhauser) (10, oljeläcka)